# Szkoła Podstawowa nr 1 im. księdza Stanisława Brzóski w Białej Podlaskiej
Szkoła Podstawowa nr 1 im. księdza Stanisława Brzóski w Białej Podlaskiej – założona w 1905 roku placówka oświatowa.

## Historia
Geneza Szkoły Podstawowej nr 1 powiązana jest z wydarzeniami historycznymi okresu zaborów. W 1905 r. w Białej Podlaskiej powstała dwuklasowa szkoła miejska koedukacyjna z wykładowym językiem polskim. Pierwszym kierownikiem nowo utworzonej placówki została Anna Borkowska. Wybuch I wojny światowej przyśpieszył ożywienie nadziei na unarodowienie oświaty. W tym czasie ks. Władysław Frelek, jeden z członków Komitetu z ramienia Polskiej Macierzy Szkolnej, organizował szkolnictwo m.in. Szkołę Powszechną w Białej Podlaskiej. Na bazie istniejącej dwuklasowej szkoły powstała 4-oddziałowa szkoła powszechna, do której uczęszczało 150 dzieci. Kierownictwo przejęła Aleksandra Doroszkiewicz. Po wyzwoleniu Polski, placówka została przejęta przez polskie władze w osobie inspektora szkolnego w Białej Kazimierza Szokalskiego. W 1919 r. szkoła posiadała 7 oddziałów i uczyło się w niej 230 uczniów. Już wkrótce zostały zakończone starania o nadanie szkole imienia. Decyzją Ministerstwa WRiOP z dnia 27 stycznia 1924 r. otrzymała imię ks. Stanisława Brzóski. W takiej strukturze szkoła przetrwała lata II wojny światowej i okres okupacji hitlerowskiej. W latach 1944–1948 szkołę objęła reforma organizacyjna i programowa. Ostatnia zmiana nazwy szkoły miała miejsce w 1953 r. Od tej pory do dziś jej nazwa brzmi: Szkoła Podstawowa nr 1 im. ks. Stanisława Brzóski w Białej Podlaskiej. Placówka została włączona w nurt reorganizacji szkolnictwa, która miała miejsce w 1961 r. Lata sześćdziesiąte i siedemdziesiąte były dla szkoły okresem największych sukcesów szczególnie dydaktycznych. Świadczą o tym utrzymujące się przez szereg lat wysokie wyniki w konkursach przedmiotowych i zawodach sportowych. Po wieloletnich staraniach w 1970 r. oddano do użytku wybudowany czynem społecznym nowy obiekt. Murowany budynek liczył 22 pomieszczenia, z których 12 to sale lekcyjne w tym 6 pracowni oraz sala audiowizualna, kuchnia, jadalnia i pomieszczenia administracyjne. Na lata 90. przypada znaczący rozwój bazy lokalowej. Obecnie w budynku mieści się 9 sal lekcyjnych + pracownia komputerowa, biblioteka, świetlica i stołówka, zastępcza sala gimnastyczna oraz pomieszczenia administracyjne i biurowe. Ponadto jej otoczenie stanowi zadbany plac przed szkołą i na boisku sportowym.

## Znani absolwenci
- Wojciech Wierzejski